# Procesul maimuțelor (film din 1960)

Afișul original al filmului

Procesul maimuțelor, cu titlul original Inherit The Wind, este un film american regizat de Stanley Kramer, cu premiera în anul 1960, produs de casa de filme United Artists. Filmul fost realizat pe baza unei piese de teatru scrisă de Jerome Lawrence și Robert E. Lee. Acțiunea filmului descrie procesul secolului - Procesul Scopes - din anul 1925, denumit și „Procesul maimuțelor”, în care acuzatul este profesorul american John Scopes, care a predat în școală teoria evoluționistă a lui Darwin.

## Acțiune
În orășelul Hillsboro, Tennessee izbucnește în anul 1925 un conflict care va avea răsunet mare în rândul publicului din SUA. Disputa va fi urmărită cu un interes deosebit și de presa internațională.
Incidentul care a cauzat scandalul este provocat de tânărul Bertram T. Cates care este profesor și a predat în școală elevilor săi teoria evoluționistă a lui Darwin, teorie care afirmă omul a luat naștere printr-un proces evolutiv, și care combate învățătura biblică. Reverendul fanatic Jeremiah Brown va contribui la intentarea unui proces profesorului care va fi arestat deoarece nu a luat în considerare biblia care propăvăduie că omul este o creație divină și care după reverend este singura teorie valabilă. „Procesul maimuțelor” va produce o vâlvă mare în lumea contemporană din SUA. Reprezentantul acuzării în proces este fundamentalistul creștin Matthew Harrison Brady, care este militant și credincios învățăturii biblice. Reporterul american E. K. Hornbeck de la Baltimore Herald organizează ca apărarea profesorului să fie preluată de avocatul agnostic Henry Drummond având ca adversar pe Matthew Harrison Brady ei au fost prieteni în timpul studiului din facultate. Drumont a sprijinit în trecut pe Harrison Brady care a candidat ca președinte al SUA, prietenia s-a destrămat datorită concepției fanatice a lui Brandy. Va urma un proces dramatic în care apărarea și acuzarea oferă dueluri verbale crâncene. Henry Drummond luptă vehement pentru libertatea ideii, progresul gândirii libere, care este limitată și frânată de legi și prejudecăți. Pe când M. H. Brady caută să sublinieze adevărul scris în Biblie, prin care caută să convingă auditorul despre teoria greșită a lui Darwin.
Locuitorii orășelului Hillsboro sunt solidari fiind de partea reverendului și a lui Brandy. Reverendul își va blestema fiica proprie din cauză că s-a logodit cu profesorul, și care nu se arată pocăit. Va fi organizat în localitate o demonstrație în care va fi arsă o păpușă care reprezenta profesorul, iar unii dintre fanatici îi sparg ferestrele cu sticle. La proces nu vor fi admiși martorii citați de Drumond, care ar fi explicat teoria darwinistă, refuzul este motivat că judecătoria nu dorește să pună sub semnul de întrebare o lege care interzice „teoria evoluționistă”.
În final, Drumond l-a chema ca expert în Biblie pe Brady și, printr-o serie de întrebări iscusite cu privire la citatele din Biblie, a dovedit logic că nu toate citatele biblice sunt raționale sau adevărate. Țelul lui este de fapt nu dezmințirea Bibliei, ci de capacitatea primită de om de la Dumnezeu de a gândi care este mai importantă decât „Aleluia”.

## Distribuție
- Spencer Tracy - avocatul apărării Henry Drummond (bazat pe Clarence Darrow)
- Fredric March - procurorul Matthew Harrison Brady (bazat pe William Jennings Bryan)
- Gene Kelly - ziaristul E. K. Hornbeck de la Baltimore Herald (bazat pe Henry L. Mencken)
- Florence Eldridge - Sara Brady, soția procurorului Brady
- Dick York - prof. Bertram T. Cates, acuzatul (bazat pe John Scopes)
- Donna Anderson - Rachel Brown, fiica pastorului
- Harry Morgan - judecătorul Mel Coffey
- Claude Akins - Jeremiah Brown, pastorul comunității
- Elliott Reid - procurorul Tom Davenport
- Paul Hartman - adjunctul de șerif Horace Meeker - Bailiff
- Philip Coolidge - primarul Jason Carter
- Jimmy Boyd - Howard
- Noah Beery Jr. - fermierul John Stebbins
- Norman Fell - reporterul de la Radio WGN
- Hope Summers - dna Krebs - Townswoman
- Ray Teal - Jessie H. Dunlap
- Renee Godfrey - dna Stebbins
- Roluri nemenționate: Richard Deacon, George Dunn, Snub Pollard, Addison Richards, Harry Tenbrook, Will Wright[4]

## Legături externe
- Materiale media legate de Procesul maimuțelor la Wikimedia Commons
- Inherit the Wind la Internet Movie Database
- Inherit the Wind la TCM Movie Database